# Minarti Timur
Minarti Timur est une joueuse de badminton indonésienne née le 24 mars 1968 à Surabaya. 
Avec Tri Kusharjanto, elle est médaillée d'argent en double mixte aux Jeux olympiques d'été de 2000 à Sydney et médaillée de bronze en double mixte aux Championnats du monde de badminton 1997.